# Beatle boots

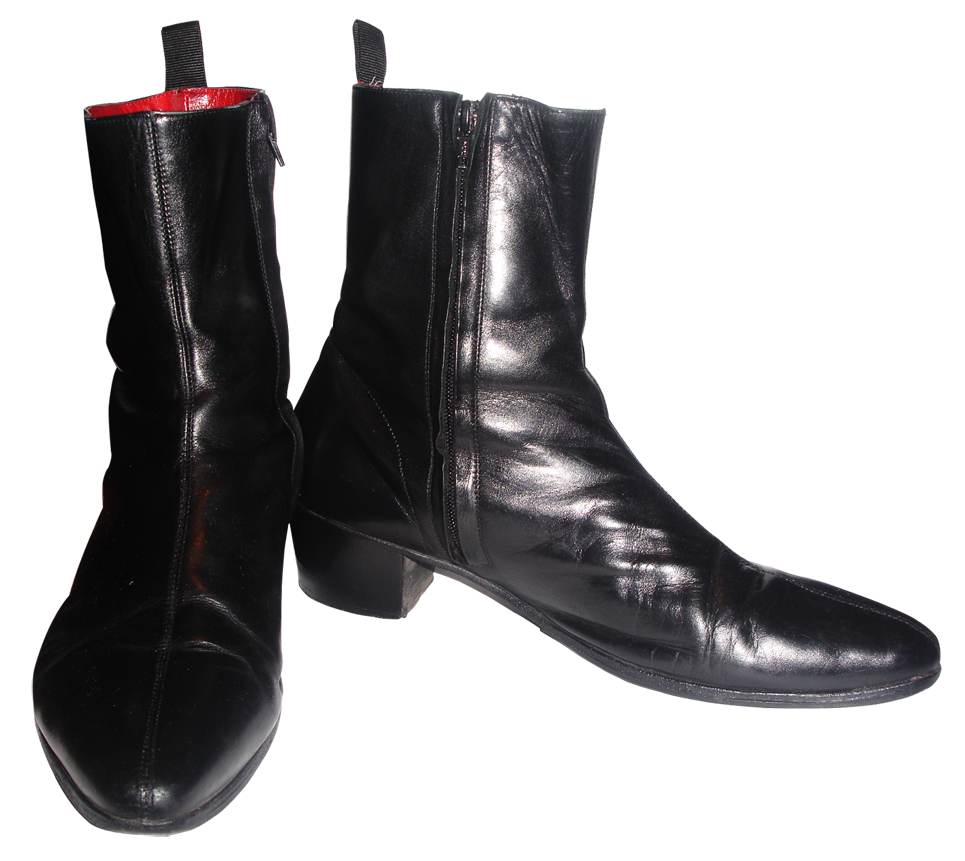
Egy pár Beatle csizma másolata

A Beatle csizma (angolul Beatle boot , de Baba boot néven is ismert) csizmafajta, amelyet az 1950-es évek vége óta viselnek, de csak az 1960-as években vált népszerűvé a The Beatles angol rockegyüttes által. Ez a Chelsea csizma egyik változata, amely szűk szabású, kubai sarkú, bokáig érő, éles hegyes orral rendelkezik. Stílus szerint lehet rugalmas vagy cipzáras oldalú.
A Beatle csizmáknak köszönhető,hogy újra bevezették a magas sarkú lábbelik viseletét férfiak számára.

## Története
A Beatle csizma a Chelsea csizma közvetlen leszármazottja, azonban rendelkezik egy még hegyesebb orral és egy bokától lábujjig futó varrással, valamint a flamenco csizmából eredeztető a kubai sarokkal is rendelkezik. A Beatle csizma 1958-ig eredeztető vissza. 1961 októberében John Lennon, George Harrison és Paul McCartney Hamburgban meglátták a Chelsea csizmát, amit egy londoni zenekar hordott. Ezt követően elmentek a londoni Anello & Davide lábbeligyártó céghez, hogy megrendeljenek négy párat (kubai sarkú cipőkkel kiegészítve) a Beatles számára, hogy kiegészítsék új kinézetüket, miután Hamburgból hazatértek.

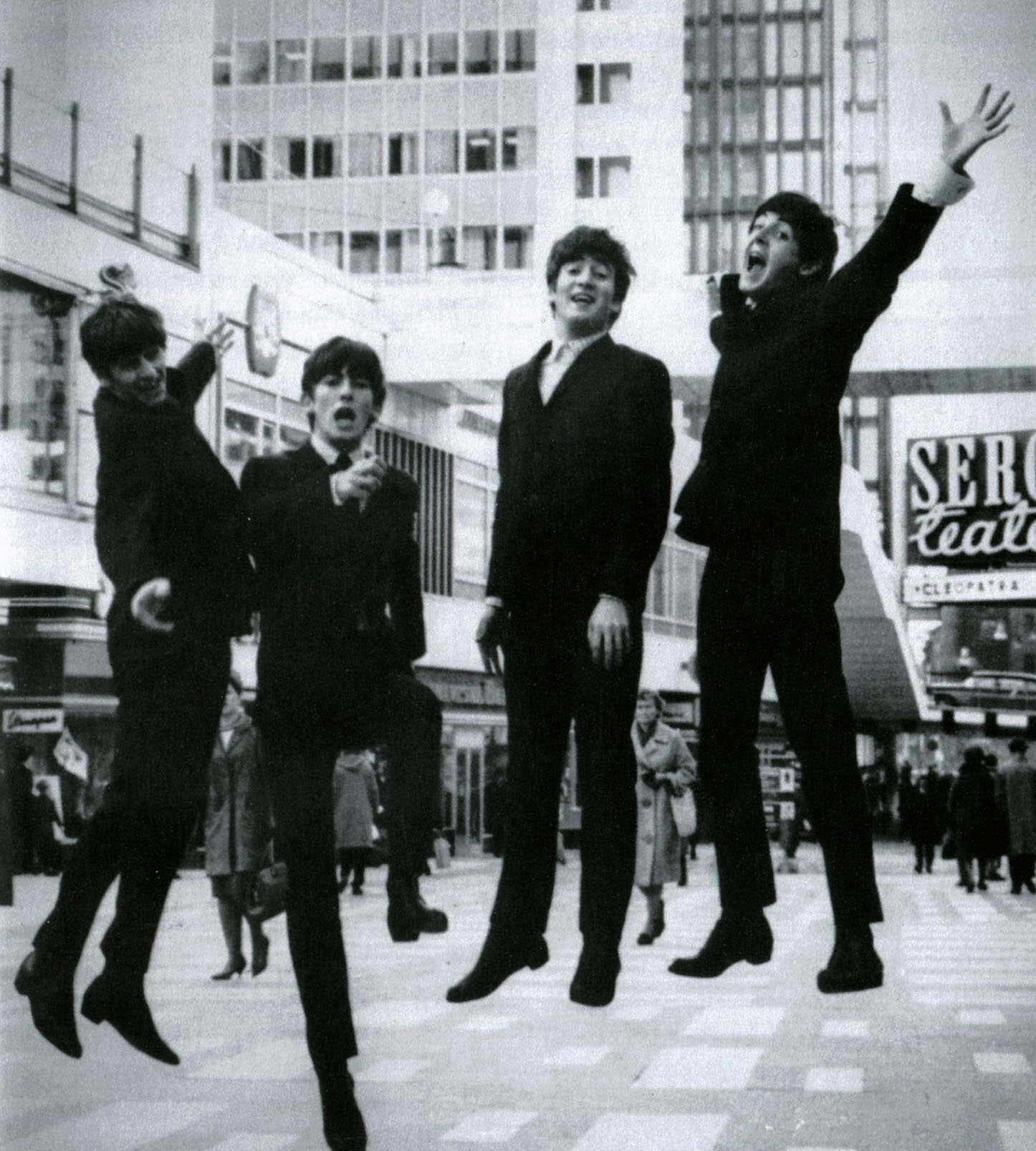
A The Beatles 1963-ban

A Beatle csizmák nagyon népszerűek voltak a rockbandák és művészek körében az 1950-es évektől kezdve, azonban az 1960-as évek végére népszerűségük hanyatlásnak indult. Olyan szubkultúrák hordták őket többek közt, mint a Teddy boyok, a beatnikek, a rockerek és a psychek stb. A csizmák népszerűsége ismételten megugrott az 1970-es évek végén és az 1980-as évek elején a punkmozgalmak idején, de az 1990-es évek során ismét hanyatlásnak indult. A 2000-es évek végén és a 2010-es évek elején a csizmák népszerűsége folyamatos növekedést mutatott. 

## Említésre méltó viselői

### Híres zenészek, énekesek
- The Beatles
- Michael Jackson
- The Dave Clark Five
- The Monkees
- Elvis Presley
- Johnny Cash
- Chuck Berry
- Little Richard
- Bill Haley
- Eddie Cochran
- The Who
- James Brown
- Roy Orbison
- Jimi Hendrix
- Alice Cooper
- Claude François
- Neil Tennant
- The Doors
- MC5
- The Velvet Underground
- The Kinks
- The Zombies
- The Sonics
- The Yardbirds
- The Byrds
- The Beach Boys
- Steve Lukather
- Ryan Ross
- Iggy Pop
- David Bowie
- KISS
- Queen
- Russell Brand
- Bob Dylan
- The Rolling Stones
- Alex Turner[6]
- Andy Warhol[7]
- Kanye West[8]

### Kitalált karakterek
- Riff Raff ezermester az 1975-ös Rocky Horror Picture Show című filmből[9]
- Austin Powers[10]
- Ned Flanders A Simpson család című sorozatból[11]
- Sid a Hé,Arnold! című animációs sorozatból[12]
- A csillagflotta személyzete a Star Trek című sorozatból
- Eddie Dean Stephen King által írt Setét torony című regénysorozatából[13]

## Fordítás
Ez a szócikk részben vagy egészben  a   Beatle boot című angol Wikipédia-szócikk fordításán alapul.  Az eredeti cikk szerkesztőit annak laptörténete sorolja fel. Ez a jelzés csupán a megfogalmazás eredetét és a szerzői jogokat jelzi, nem szolgál a cikkben szereplő információk forrásmegjelöléseként.

## Külső hivatkozások
Chelsea boots - Az örök klasszikus teljes cikk
Chelsea Boot/Beatle Boot: The origin, the story & the legacy teljes cikk
John Lennon Beatle csizmája a Google Arts and Culture oldalán

Tudtad, hogy a ma Chelsea bootsként ismert csizma Viktória királynő kedvence volt? Itt az idő beszerezni egyet! teljes cikk